# Båven
Båven ist der drittgrößte See in der schwedischen historischen Provinz (Landskap) Södermanland. Da die größeren Seen, Mälaren und Hjälmaren, in andere Regionen hineinreichen, ist es der größte See, der vollständig in Södermanland liegt.
Der See deckt eine Fläche von 64,2 km² und liegt in den Gemeinden Flen, Gnesta und Nyköping. Der Wasserspiegel des Båven liegt etwa 21 Meter über dem Meer und die mittlere Tiefe beträgt 9,4 Meter. Der einzige Abfluss ist der Husbyån, der später in den Nyköpingsån mündet. Kennzeichnend für den See sind viele Verzweigungen und Inseln.
Der Båven wird von vielen Vögeln besucht, für die hier mehrere Schutzgebiete eingerichtet wurden. Die einzige Ortschaft, die direkt am See liegt, ist Sparreholm. Außerdem gibt es hier mehrere Schlösser und Herrenhöfe wie Schloss Sparreholm, Schloss Vibyholm und Schloss Rockelstad.

## Schiffsverkehr
Das aus Eisen gebaute Dampfschiff Munter wurde von Graf Erik Sparre von Torpa bei Ulricehamn für den Passagiertransport auf dem Åsunden 1879 bei Lidköpings Mekaniska Verkstad in Lidköping gebaut. Das Boot wurde 1910 an Åsundens Trafikförening verkauft und zum Yngaren gebracht. Dort war es bis 1943 im Einsatz, verblieb jedoch bis 1955 am See. Danach folgte ein Einsatz am Båven als Schleppschiff für Holztransporte. Seit 2002 lag es in Sparreholm und wurde später renoviert.
Das Schiff wird im renovierten Zustand mit Dampf betrieben und für Touren- und Charterfahrten auf dem Yngaren verwendet. Am 28. Mai 2011 wurde die Munter durch den Regierungspräsidenten Bo Konberg in Betrieb genommen.